# Tiptopite
La tiptopite est une espèce minérale, phosphate hydraté, très rare, trouvée dans un unique gisement (données en 2024), la mine Tip Top dans le Dakota du Sud aux États-Unis, à laquelle son nom fait référence. 
Découverte en 1981 et 1982 lors de travaux miniers dans un type de pegmatite granitique riche en phosphate et décrite en 1985, généralement le long des surfaces de fracture en béryl, elle en constitue un minéral secondaire de formule chimique K2(Na,Ca)2Li3Be6(PO4)6(OH)2 · H2O.  
Associée dans la localité type à la triphylite, au quartz, à la muscovite, le microcline, la fluorapatite, l'elbaïte, le coltan, le béryl et l'albite, elle se présente sous forme d'éventails radiaux d'aiguilles incolores. Les cristaux individuels sont prismatiques et présentent parfois des tubes caverneux aux extrémités. Les cristaux mesurent généralement 1 à 2 mm de longueur et moins de 0,1 mm de largeur. D'un point de vue cristallographique, elle se structure dans le système hexagonal selon la classe 6 et le groupe d'espace P63. 

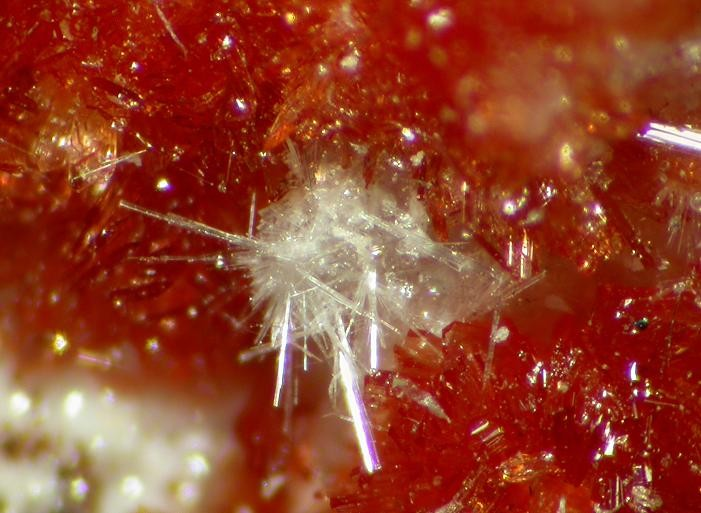
Autre échantillon. La mine se trouve à Fourmile, près de Custer, dans le Comté de Custer.